# Triângulo Histórico de São Paulo
O Triângulo Histórico de São Paulo é uma área central da cidade, reconhecida por sua relevância histórica e cultural.
Este espaço é delimitado pelas ruas Quinze de Novembro, Direita e São Bento, e abriga importantes marcos que contribuíram para a formação da cidade desde sua fundação em 1554 pelos padres jesuítas José de Anchieta e Manuel da Nóbrega. Dentro do Triângulo Histórico, destacam-se locais como a Praça da Sé, considerada o ponto central geográfico de São Paulo; o Largo São Bento, localizado em frente ao Mosteiro de São Bento, que é um espaço de significância religiosa e cultural; e o Pateo do Colegio, que marca o local da fundação da cidade, onde se encontra o colégio jesuíta original.
A designação da área como tal começou a ser utilizada formalmente nas últimas décadas do século XX e início do século XXI, especialmente com iniciativas de revitalização e valorização do Centro Histórico da cidade.
Recentemente, em 2 de fevereiro de 2024, foi sancionada a Lei nº 18.065/2023, que expande o perímetro do Triângulo Histórico e do Quadrilátero, introduzindo incentivos como isenção parcial de IPTU e redução do ISS (Imposto Sobre Serviços). O objetivo dessa nova legislação é aumentar a oferta de comércios, serviços e empregos na região central de São Paulo, melhorando o ambiente de negócios e incentivando a instalação de atividades ligadas à economia criativa, como gastronomia, lazer e turismo. As vantagens incluem uma isenção parcial de 40% no IPTU para proprietários de imóveis não residenciais, isenção de taxas municipais para empreendedores, e simplificação dos procedimentos para obtenção de autorizações e alvarás.
A nova lei também visa permitir a atuação das Subprefeituras na requalificação das calçadas, contribuindo para um ambiente mais atrativo e acessível. Com essas medidas, espera-se que o Centro de São Paulo se torne um local mais dinâmico e que atraia tanto moradores quanto visitantes, beneficiando os lojistas da região.